# Справочник
Спра́вочник, или справочная книга, — издание практического назначения, с кратким изложением сведений в систематической форме, в расчёте на выборочное чтение, на то, чтобы можно было быстро и легко навести по нему справку. 

## Организация
Справочники рассчитаны на выборочное чтение и предназначены для быстрого нахождения по ним справки.
Справочники обычно имеют систематизированную структуру, заглавия в них упорядочены по определённому принципу.
Многие справочники снабжаются вспомогательными указателями (алфавитным, предметным, именным и пр.).

## Классификация
По целевому назначению справочники различают на:
- Научный справочник — справочник, предназначенный для научной работы.
- Производственно-практический справочник — справочник, предназначенный специалистам, занятым в сфере производства или общественной практики.
- Массово-политический справочник — справочник, содержащий актуальную общественно-политическую информацию и предназначенный широким кругам читателей.
- Учебный справочник — справочник, содержащий сведения по определенной учебной дисциплине, организованный в соответствии с учебной программой и предназначенный учащимся.
- Популярный справочник — справочник, содержащий сведения по какой-либо теме и предназначенный для просвещения широкого круга читателей специфическими справочными средствами.
- Бытовой справочник — справочник, содержащий какие-либо прикладные сведения, необходимые в повседневной жизни.

По форме носителя справочники различают на:
- бумажные;
- онлайн (интернет-справочники).

Биографи́ческий справочник или биографи́ческий словарь представляет собой справочник, в котором содержатся сведения о жизни или деятельности каких-либо людей.
Биобиблиографи́ческий словарь — справочное издание, сочетающее в себе сведения о людях, а также библиографию написанных ими произведений и посвящённую им литературу. От биобиблиографического указателя отличается более обширным охватом круга лиц, о которых предоставляет сведения биографического характера. По сравнению с биографическим словарём имеет гораздо больший объёмом библиографических сведений. Несмотря на это, достаточно условной является грань, пролегающая между биобиблиографическим и биографическим словарём, поскольку, например, выходивший в 1896—1918 годах 25-томный «Русский биографический словарь» наряду с биографическими справками содержит в себе довольно крупный библиографический материал. Кроме того известными словарями такого типа являются: «Опыт исторического словаря о российских писателях», выпущенный Н. И. Новиковым в 1772 году, трёхтомный «Справочный словарь о русских писателях и ученых, умерших в XVIII и XIX столетиях, и список русских книг с 1725 по 1825 г.» Г. Н. Геннади, вышедший в 1876—1880 и 1908 годах, и «Критико-биографический словарь русских писателей и учёных» С. А. Венгерова, изданный в 1886—1904. Из современных биобиблиографических словарей крупным изданием является издание Института русской литературы РАН и издательства «Большая российская энциклопедия» под названием «Русские писатели. Биобиблиографический словарь».